# 感涙!時空タイムス
『感涙!時空タイムス』（かんるい じくうタイムス）は、テレビ東京系列局ほかで放送されていたテレビ大阪製作のバラエティ番組である。テレビ東京系列局では2006年10月23日から2007年3月12日まで、毎週月曜 20:00 - 20:54（日本標準時）に放送。新聞のテレビ欄には『徳光の時空タイムス』と表記されていた。

## 概要
本番組は、2006年2月11日の19:00 - 20:54にテレビ大阪で放送された（テレビ東京では同年2月25日の12:30 - 13:55に放送）フリーアナウンサーの徳光和夫が司会を務めた特別番組『新聞拾い読みバラエティー 徳光さんの時効ですよ！』のコンセプトを基にレギュラー化されたものである。
毎回、"時間旅行"へ出かける年代を設定し、その年の新聞記事を紹介しながら、その年に何があったのかを司会者やゲストらと振り返り、また、一般の小・中学生による"こども時空記者"が番組で取り上げる事件・話題について取材し、番組内で紹介するコーナーも放送された。

## 出演者

### 司会
- 徳光和夫
- 矢口真里

### 時空記者
- ビビる大木
- 石田靖
- 川野太郎
- 大槻義彦（早稲田大学教授）
- 氏家裕子（金魚ばち）
- 深谷愛

### ナレーター
- 槇大輔

## スタッフ
- 企画 : 五十嵐洋文
- 構成 : 折戸泰二郎 ／ 黒岩勉、板橋めぐみ、張眞英、横山雄一郎、佐藤修
- TD : 田中圭介
- VE : 佐藤誠二
- CAM : 野瀬一成
- 音声 : 大津幹弘
- 照明 : 水野暁夫
- 美術デザイン : 宇都木民雄
- 美術進行 : 金森明日香
- 大道具 : 亀山久雄
- 小道具 : 樋口光四郎
- モニター : 井坂道在
- メイク : 山田かつら
- TK : 平田晃子
- リサーチ : 石井千鶴、山口真知子
- 選曲・音効 : 岡田貴志・白川亮太（マジカル）
- VTR編集 : 関井昭男
- MA : 岡田晋一
- CG : フィニット、エンネットワーク
- 編成 : 金岡英司（TVO）
- 番組宣伝 : 森岡宣喜（TVO）
- デスク : 野村文（TVO）
- AP : 中村謙一（TVO）、鈴木美帆、藤原千里
- ディレクター : 須藤拓也、稲葉博史、相澤宏明 ／ 関和明、藤岡秀万、馬杉光
- 演出 : 今井勘太
- プロデューサー : 財津茂彰（TVO）、橋本健司、梅原高実、鈴木美枝子、宮崎達也
- チーフプロデューサー : 森川健一（TVO）
- 技術協力 : テクノマックス、aai、ディープ
- 美術協力 : テレビ東京アート
- 協力 : テレビ東京
- 制作協力 : えすと、ユニオン映画
- 製作著作 : テレビ大阪

## ネット局

### 同時ネット局
- テレビ東京系列
  - テレビ大阪（製作局）
  - テレビ東京
  - テレビ北海道
  - テレビ愛知
  - テレビせとうち
  - TVQ九州放送
- 独立UHF放送局
  - 岐阜放送
  - びわ湖放送
  - 奈良テレビ
  - テレビ和歌山

### 遅れネット局
- 北陸放送（TBS系列、月曜9:55 - 10:50、21日遅れ）
- 静岡第一テレビ（日本テレビ系列、木曜15:50 - 16:47、17日遅れ）
- くまもと県民テレビ（日本テレビ系列、日曜12:35 - 13:30、20日遅れ）
- 山陰中央テレビ（フジテレビ系列、土曜15:00 - 15:55、26日遅れ）
- 三重テレビ（独立UHF放送局、火曜20:00 - 20:55、遅れ日数不明）
- 琉球朝日放送（テレビ朝日系列、土曜14:00 - 14:55、遅れ日数不明）
- 新潟テレビ21（テレビ朝日系列、金曜25:15 - 16:10、遅れ日数不明）
- 山形放送（日本テレビ系列、土曜13:00 - 13:55、遅れ日数不明）